# Predator: Halálbolygó
A Predator: Halálbolygó (eredeti cím: Predator: Badlands) 2025-ös sci-fi akciófilm, amelyet Patrick Aison forgatókönyvéből Dan Trachtenberg rendezett. A hetedik film a fővonalbeli sorozatban és a kilencedik a teljes franchise-ban. A főbb szerepekben Elle Fanning és Dimitrius Schuster-Koloamatangi látható.
Az Amerikai Egyesült Államokban 2025. november 7-én kerül a mozikba a 20th Century Studios forgalmazásában. Magyarországon egy nappal korábban, november 6-án mutatja be a Fórum Hungary.

## Ismertető
A jövőben, egy távoli bolygón tartózkodó fiatal Ragadozót, Deket száműznek klánjából, mivel túl gyengének tartják. Útja során találkozik egy Thia nevű androiddal, aki a Weyland-Yutani társaság kreálmánya. Szövetséget kötnek és különböző kalandokba keverednek, miközben Dek egy különösen félelmetes lényt üldöz.

## Szereplők
| Szereplő | Színész                         | Magyar hang | Leírás                                          |
| -------- | ------------------------------- | ----------- | ----------------------------------------------- |
| Thia     | Elle Fanning                    |             | Weyland-Yutani társaság által létrehozott robot |
| Dek      | Dimitrius Schuster-Koloamatangi |             | Egy saját klánjából száműzött fiatal ragadozó   |

## A film készítése
2024 februárjában bejelentették, hogy egy önálló film készül a Predator-franchiseban Badlands címmel, amelyet Dan Trachtenberg rendez, aki korábban a 2022-es Préda és a 2025-ös Predatorː Gyilkosok gyilkosa filmeken is dolgozott. A forgatókönyvet a Préda filmen szintén dolgozó Patrick Aison írta. A rendező Frank Frazetta és Terrence Malick műveinek, a Conan, a barbár, a Drax, a pusztító, az Idegen a vadnyugaton (1953), a Mad Max 2. (1981), az Éli könyve (2010), valamint Clint Eastwood westernjei és a Shadow of the Colossus (2005) című videójáték stílusbeli és tematikai hatásaira támaszkodott. Júniusban Elle Fanninggel folytak tárgyalások a film főszerepéről, amit augusztusban meg is erősítettek.
A Badlands a franchise kibővített univerzumának hatását felhasználva a sorozat egy önálló, a Predatorok szülőbolygóján játszódó, a faj kultúrájára összpontosító részének készült. Ennek érdekében a ragadozók nyelvét az a nyelvész fejlesztette, aki az Avatar (2009) című filmhez a naʼvi nyelvet is megalkotta. A korábbi filmektől eltérően a ragadozó, Dek a főszereplő, nem pedig az ellenfél. Dek-et a kaszkadőr Dimitrius Schuster-Koloamatangi alakítja, aki a Predator nyelvét is megtanulta kifejezetten a szerep kedvéért. Dek fizikai megjelenésének megalkotásához a Studio Gillis egy lényjelmezt tervezett, amely Dek testét ábrázolja, míg Dek arcát digitálisan, motion capture számítógépes animációval javították, hogy finomabb érzelmi kifejezéseket közvetítsen. A Wētā Workshop is közreműködött a film technikai effektusaiban és a dizájnban. A filmben megjelenik az Alien-franchiseban szereplő fiktív Weyland-Yutani társaság.

### Forgatás
A forgatás 2024. augusztus 27-én kezdődött Új-Zélandon, Backpack munkacímmel,[6] és október végén fejeződött be. Jeff Cutter volt az operatőr, miután korábban együtt dolgozott Trachtenberggel a Préda című filmben.

### Utómunka
Olivier Dumont és Kathy Siegel volt a film vizuális effektek felügyelője és producere, akik az Industrial Light & Magic (ILM), a Wētā FX, a Rising Sun Pictures, a Trixter, az Important Looking Pirates, a The Yard VFX és a Framestore cégek segítségével készítették el a film számítógépes képi világát. A rendező szerint a film minden egyes beállításához vizuális effektekre volt szükség.